# Red velvet cake

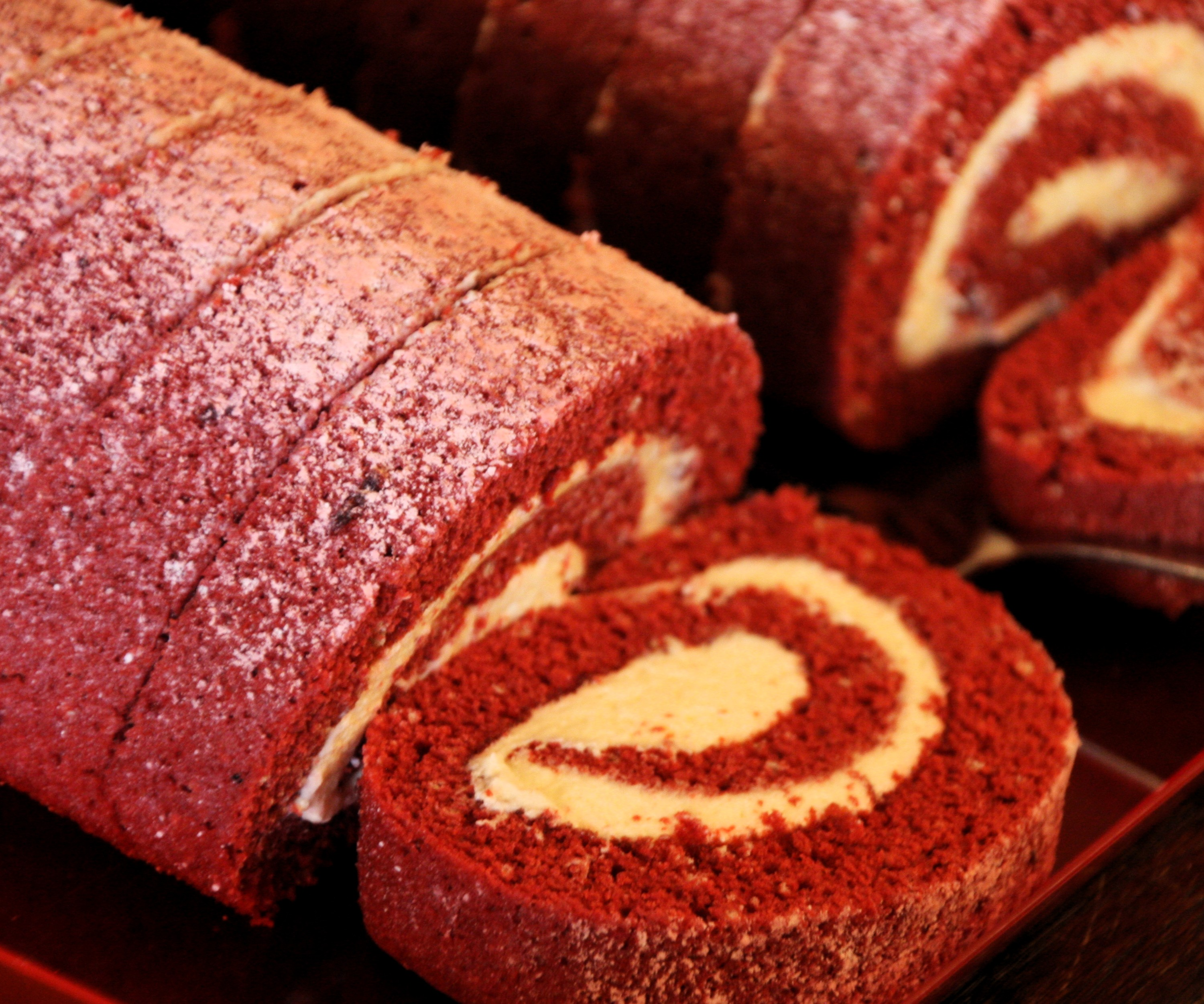
Een rode fluweeltaart

Een red velvet cake (rode fluweeltaart) is een donker- of lichtrode taart. De taart heeft een witte topping, meestal van roomkaas of witte chocolade. De rode kleur van de taart is uit rode biet of van rode voedingskleurstof. In de taart zit verder vaak karnemelk, boter, cacao en bloem. Vroeger ontstond de rode kleur door een reactie tussen een zuur (van de karnemelk) en het cacaopoeder. Het stofje dat daarvoor zorgde zit tegenwoordig niet meer in cacaopoeder, dus gebruikt men kleurstof om hetzelfde effect te krijgen. Voor de smaak doet het niets.
Er bestaan ook variaties met pure of melkchocolade. Er zijn ook cupcakes van.
De taart komt oorspronkelijk uit Amerika. Eind jaren negentig is de taart bekender geworden buiten Amerika.